# Lista de episódios de Hostages
Hostages (Br: Reféns)  é uma série de televisão que vai ao ar na CBS, estreou na temporada 2013/2014 da televisão americana. O drama de suspense de alta octanagem foi desenvolvido para a televisão americana por Alon Aranya e Jeffrey Nachmanoff.
Estrelada pela australiana Toni Collette e Dylan McDermott, a história também se apoia na ambiguidade dos personagens, pois aparentemente o agente Duncan e a doutora Ellen são exemplos de chefes de família. O que fez com que os dois se vissem nessa situação de antagonismo é o grande atrativo da história.
Baseado na série israelense de mesmo nome criado por Omri Givon e Rotem Shamir e produzido por Chaim Sharir.
Uma produção de Jerry Bruckheimer Television em associação com a Warner Bros. Television. 

## Geral
| Temporadas | Temporadas | Episódios | Exibição original nos EUA | Exibição original nos EUA | Audiência EUA (em milhões) | Lançamento em DVD | Lançamento em DVD | Lançamento em DVD | Lançamento em DVD |
| Temporadas | Temporadas | Episódios | Episódio de estréia       | Episódio final            | Audiência EUA (em milhões) | Região 1          | Região 2          | Região 3          | Região 4          |
| ---------- | ---------- | --------- | ------------------------- | ------------------------- | -------------------------- | ----------------- | ----------------- | ----------------- | ----------------- |
|            | 1          | 15        | 23 de setembro de 2013    | -                         | -                          | -                 | -                 | -                 | -                 |

## Primeira Temporada
| Nº | Título                   | Título Traduzido (Não Oficial) | Diretor(es)        | Escritor(es)                     | Audiência E.U.A. (em milhões) | Exibição original      |
| --- | ------------------------ | ------------------------------ | ------------------ | -------------------------------- | ----------------------------- | ---------------------- |
| 01 | "Pilot"                  | "Piloto"                       | Jeffrey Nachmanoff | Alon Aranya & Jeffrey Nachmanoff | 7.41                          | 23 de setembro de 2013 |
| Depois da Dr. Ellen Sanders, uma proeminente cirurgiã de Washington, ser escolhida para fazer uma operação no presidente dos EUA, o renegado agente do FBI Duncan Carlisle e outros invasores armados repentinamente fazem ela e sua família de reféns. Assustada e aturdida, Ellen logo descobre a razão: a não ser que ela assassine o presidente durante a cirurgia, os sequestradores vão matar toda a sua família. |                          |                                |                    |                                  |                               |                        |
| 02 | "Invisible Leash"        | "Coleira Invisível"            | Jason Ensler       | Rick Eid & Jeffrey Nachmanoff    | 5.96                          | 30 de setembro de 2013 |
| Quando Ellen desobedece as ordens de Duncan e não assassina o presidente durante a cirurgia, ele diz a ela que tal insubordinação custará a vida de um membro da família. Duncan também informa a família que eles precisam seguir normalmente com suas vidas pelas próximas duas semanas até a operação do presidente, e que ele e seu time estarão monitorando todos os seus movimentos.                              |                          |                                |                    |                                  |                               |                        |
| 03 | "Power of Persuasion"    | "Poder de Persuasão"           | Henry Bronchtein   | Rick Eid & Jeffrey Nachmanoff    | 5.22                          | 7 de outubro de 2013   |
| Duncan ameaça Ellen para que ela convença o presidente a mantê-la como sua cirurgiã depois que ele decide ir a outro médico, ou haverá consequências. Ellen conhece a filha de Duncan e descobre mais sobre a vida dele. |                          |                                |                    |                                  |                               |                        |
| 04 | "2:45 PM"                | "2:45 da Tarde"                | Russell Lee Fine   | Aron Eli Coleite                 | 5.16                          | 14 de outubro de 2013  |
| Ellen e Brian montam um plano com seus filhos para escapar de Duncan. Enquanto isso, a esposa de Duncan lhe diz que quer parar o tratamento e ficar mais tempo com o marido e com a filha. |                          |                                |                    |                                  |                               |                        |
| 05 | "Truth and Consequences" | "Verdades e Consequências"     | Karen Gaviola      | Jennifer Cecil                   | 5.16                          | 21 de outubro de 2013  |
| Ellen precisa fazer outra escolha complicada quando ela realiza uma cirurgia de emergência em sua própria casa. Enquanto isso, Duncan exige respostas quando Archer o diz que uma pessoa inocente em seu plano se tornou uma vítima. |                          |                                |                    |                                  |                               |                        |
| 06 | "Sister's Keeper"        | "Guardiã da Irmã"              | David Von Ancken   | Jennifer Schuur                  | 4.90                          | 28 de outubro de 2013  |
| Quando a irmã de Ellen, Lauren, aparece inesperadamente na casa querendo ficar por um tempo, Duncan força Ellen a se livrar da visitante sem levantar suspeitas. Enquanto isso, o serviço secreto liga para Ellen para questioná-la novamente, ela tem que se manter calma, já que Duncan está ao seu lado para ajudar com as respostas.                                                                                |                          |                                |                    |                                  |                               |                        |
| 07 | "Hail Mary"              | "Ave Maria"                    | Matt Earl Beesley  | Rick Eid & Alon Aranya           | 4.79                          | 4 de novembro de 2013  |
| Ellen e Brian concordam que precisam acabar com Duncan para ter uma chance de escapar, portanto, ela pede ajuda a um homem que já a havia dado assistência anteriormente. No entanto, este mesmo homem possui uma ligação com Duncan. Enquanto isso, o cúmplice de Archer planeja revelar ao assistente da promotoria informações a respeito do assassinato cometido pelo próprio Archer.                               |                          |                                |                    |                                  |                               |                        |
| 08 | "The Good Reason"        | "A Boa Razão"                  | SJ Clarkson        | Cassie Pappas                    | 4.53                          | 11 de novembro de 2013 |
| Ellen deve decidir se salva a vida de Duncan, e depois decide confrontar a esposa dele. Creasy se encontra com Vanessa e o coronel Blair, depois que o presidente lhes informa que quer expor os detalhes da Operation Total Information, um programa de vigilância do governo que permitiu que agências de inteligencia espionassem cidadãos americanos.                                                               |                          |                                |                    |                                  |                               |                        |
| 09 | "Loose Ends"             | "Pontas Soltas"                | Henry Bronchtein   | Rick Eid & Jeffrey Nachmanoff    | ASA                           | 18 de novembro de 2013 |
| Quando os investigadores ficam perto de descobrir a conspiração para matar o presidente, Duncan recebe ordens de uma pessoa bastante ligada ao plano para se livrar de alguém de dentro da equipe. Duncan toma o próximo passo em seu plano e dá a Ellen o veneno que ela deve usar para matar o presidente. |                          |                                |                    |                                  |                               |                        |
| 10 | "Burden of Truth"        | "Peso da Verdade"              | Phil Abraham       | Joshua Allen                     | ASA                           | 25 de novembro de 2013 |
| 11 | "Off the Record"         | "Fora do Registro"             |                    |                                  | ASA                           | 2 de dezembro de 2013  |
| 12 |                          |                                |                    | ASA                              |                               |                        |
| 13 |                          |                                |                    | ASA                              |                               |                        |
| 14 |                          |                                |                    | ASA                              |                               |                        |
| 15 |                          |                                |                    | ASA                              |                               |                        |